# Kabingo (vattendrag i Burundi, Gitega)
Kabingo är ett vattendrag i Burundi.   Det ligger i provinsen Gitega, i den centrala delen av landet, 70 kilometer öster om huvudstaden Bujumbura.
Omgivningarna runt Kabingo är huvudsakligen savann. Runt Kabingo är det tätbefolkat, med 343 invånare per kvadratkilometer.